# エルゼンフェルト
エルゼンフェルト (ドイツ語: Elsenfeld) はドイツ連邦共和国バイエルン州ミルテンベルク郡に属す市場町。

## 地理
エルゼンフェルトはバイエリシェ・ウンターマイン地方のライン川右岸に位置する。この市場町をエルザファ川が貫いて流れ、エルゼンフェルトでマイン川に注ぐ。

### 町の名前
エルゼンフェルトの名前は、エルザファ川にちなむもので、「ハンノキの地を流れる水」を意味する。17世紀末までこの村はエルザッフェンおよびエルザファと称していた。エルゼンフェルトという名は1625年に初めて登場した。

### 自治体の構成
この町は、公式には7つの地区 (Ort) からなる。このうち小集落や孤立農場などを除く集落を以下に列記する。
- アイヒェルスバッハ
- エルゼンフェルト
- リュック
- シッパハ

## 歴史
エルゼンフェルトの周辺地域はすでに5000年間からの入植地である。当時の線帯文土器（青銅器時代）がアイヒェルスバッハ地区およびリュック＝シュッパハ地区付近から発掘されている。とはいえ、こうしたフランク時代以前から継続的に人が住んでいたわけではないと思われる。アイヒェルスバッハ近郊の墳墓から、比較的多くの人が住んでいたのは紀元前1600年から1700年頃と推測される。その後は、6世紀後半になってやっと本格的な歴史時代が始まる。
現在の町域で最も古い集落はアイヒェルスバッハとシッパハである。エルゼンフェルトが初めて文献に記録されたのは1122年である。シッパハの最初の記録は1233年で、リーネック伯夫妻がヒンメルタール修道院の所領にシッパハ付近の土地を追加したという記録である。リュックが最初に記録されているのは、1270年頃のマインツ文書である。13世紀中頃には、これらの集落は「コッペルフッター＝フェアツァイヒニス」と総称されている。アイヒェルスバッハ（Egilespach, Aigilspach あるいは Egilspach と表記されている）は、「世襲領」であった。

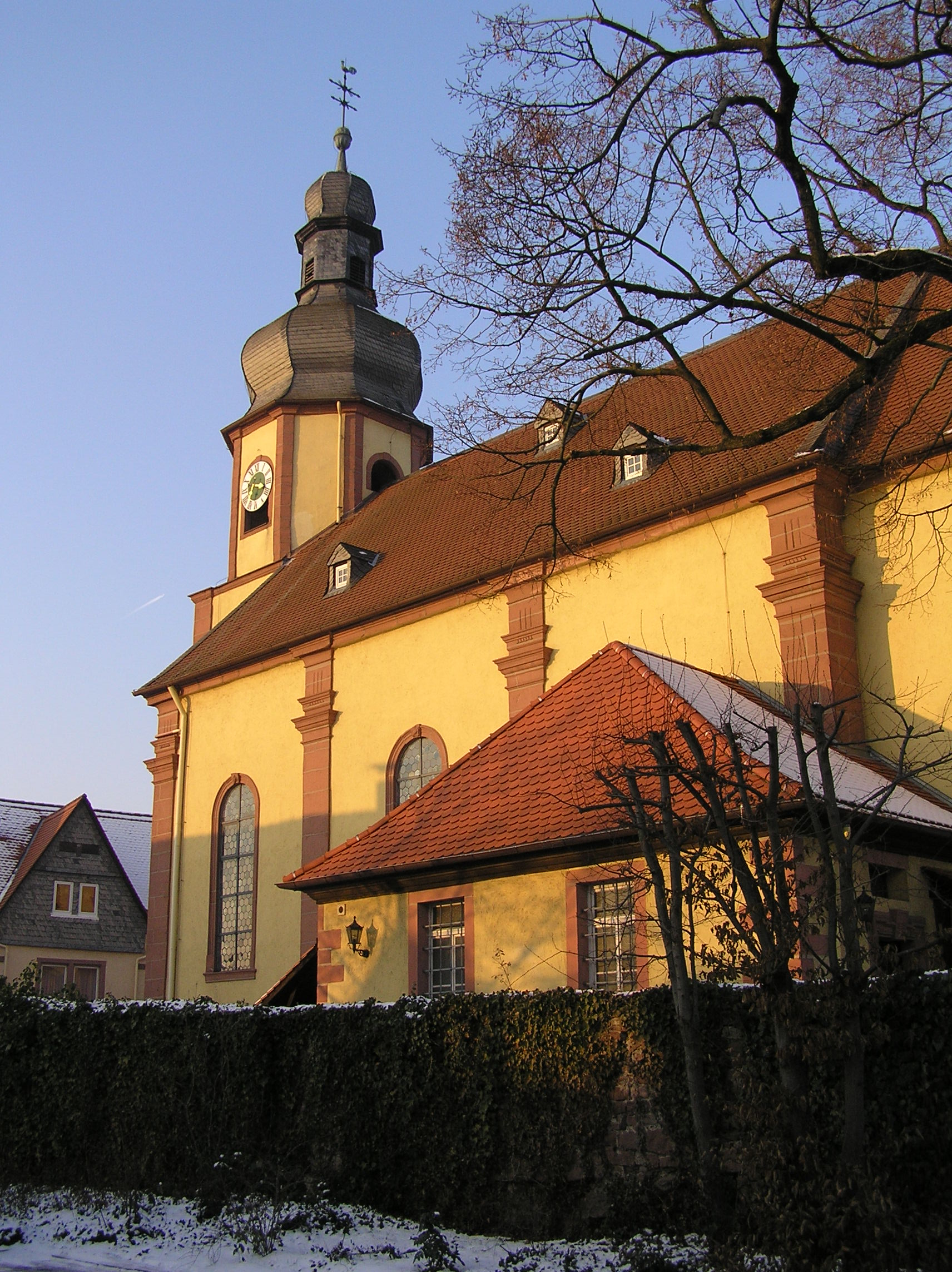
旧教区教会

この地域の領主はマインツ選帝侯であった。そしてこの土地に住む地方豪族がマインツのレーエン領主となったのである。
1803年の帝国代表者会議主要決議まで、これらの集落の発展は、城・都市・裁判所・行政機関があるクリンゲンベルクと強く結びついていた。この地域は1803年にアシャッフェンブルク侯領に組み込まれた。1804年、エルゼンフェルトはフランクフルト大公領となり1814年にバイエルン王国に併合された。アイヒェルスバッハと残っていたヒンメルタール修道院の所領はついに隷属的な身分から解放された。1828年7月30日にエルゼンフェルトはクリンゲンベルク地方裁判所管区から分離され、オーベルンブルク地方裁判所管区の一部となった。この状態は1972年の郡域再編まで続いた。1971年7月1日、それまで独立した自治体であったリュック＝シッパハとアイヒェルスバッハが市場町のエルゼンフェルトに合併した。

### 宗教
エルゼンフェルトの町民の多くはカトリック信者である。

### 人口推移
- 1970年: 6,908人
- 1987年: 7,370人
- 2000年: 8,744人

2006年にエルゼンフェルトの人口は9,000人を超えた。

## 行政

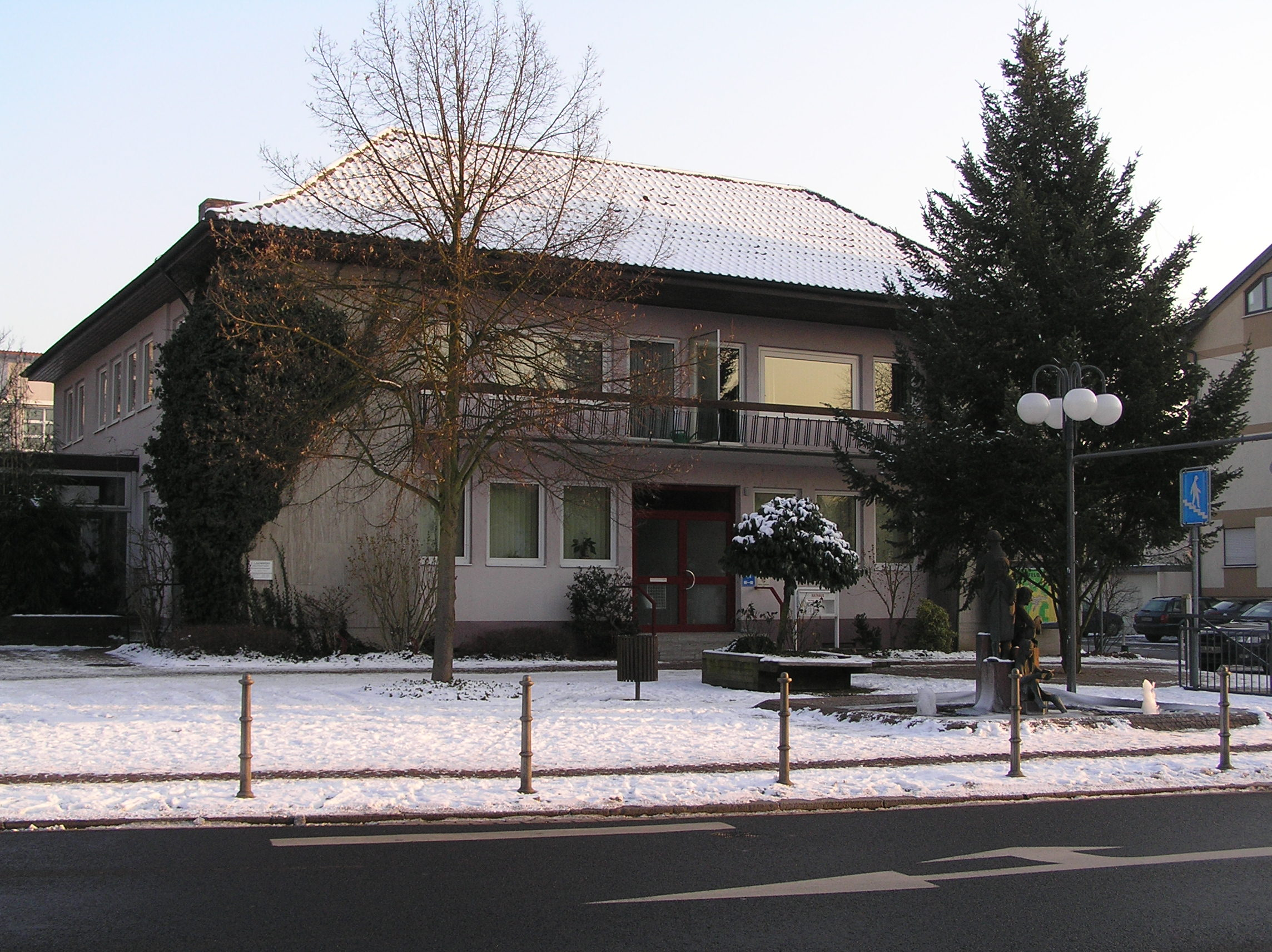
エルゼンフェルトの町役場

### 首長と議会
カイ・ホーマン (CDU) は2020年3月15日の町長選挙で 51.3 % の票を獲得して町長に選出された。
町議会は、20議席からなる。

### 紋章
エルゼンフェルトの紋章は、赤地と銀地に左右二分割。向かって左は銀の斜めの波帯と銀色で6本スポークの輪。向かって右は緑の土地に立つ緑のハンノキが描かれている。
波帯はこの町を流れるエルザファ川を表現している。同時にこの川の名前にちなむ町の名前をも暗示する。ハンノキは直接に町の名前（Else = ハンノキ）を表している。銀の輪と赤 - 銀の色の組み合わせはかつてこの地を治めたマインツ大司教を示す。

### 姉妹都市
- コンデ・シュール・ノワール（フランス、カルヴァドス県）2005年

## 文化と余暇

### 図書館
町立図書館は22,700点のメディアを収蔵している。

### プール
2001年に屋内プールが改築され、余暇プール・エルザファマールとして再開した。このプールには、25 m 水路の他に小さな子供のための水遊び施設がある。ロビーとプールサイドにはカフェテリアが設けられている。室内庭園には日光浴用スペースがあり、くつろぐことができる。2007年11月にはサウナもオープンした。

### ビーチとレジャー施設
かつての屋外プール施設は、バイエルン州北部最大の多目的ビーチスポーツ施設として、2000年4月30日に開館した。ハーフパイプのローラースケート場、450 m2の広さを持つ湿地ビオトープ、ブール場をもつ複合広場、バドミントン場、ストリートボール場、卓球場、大きなチェス広場、音楽館、10歳までの子供のための水遊び・冒険遊び広場などが備えられている。

## 観光

### ヒンメルタール修道院
ヒンメルタール修道院では、素晴らしい室内装飾を持つ修道院教会内で「ヒンメルタールの夏のコンサート」が開催されている。この他に修道院内には、エルゼンフェルトおよびリュック・ブドウ栽培者協会e.V.のワイン試飲会が毎月第二日曜日に開催される。また、修道院の敷地内にはエルザファシューレや障害者治療教育施設を備えた教育支援施設がある。

### 遊歩道
エルゼンフェルトは1990年からフランケン赤ワイン遊歩道沿いに位置する。

### 教育
ユリウス・エヒター・ギムナジウムの他、州立エルゼンフェルト実科学校、養護学校が4校、基礎課程学校と本課程学校がそれぞれ1校ずつある。

## 経済と社会資本

### 経済

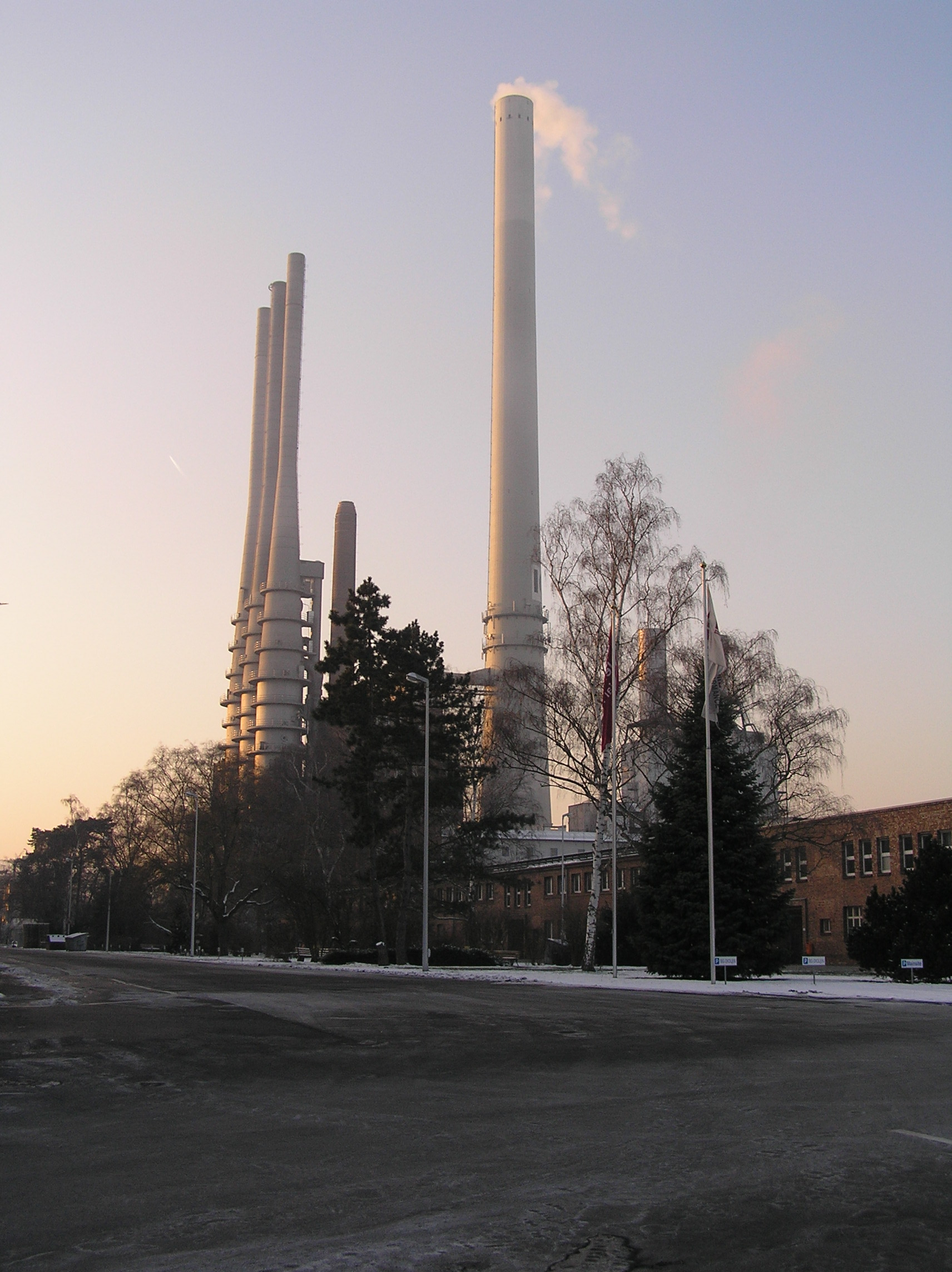
インダストリー・センター・オーベルンブルク

1998年の公式統計によれば、この町で働く社会保険支払い義務のある被雇用者は、製造業に999人、商業・交通業に0人であった。この他の部門の社会保険支払い義務のある被雇用者は498人であった。この町に住む社会保険支払い義務のある被雇用者は合計3,157人であった。
リュック地区には、「リュッカー・シャルク」という名のフランケンワインのためのブドウ栽培地がある。
エルゼンフェルトの町域には「インダストリ・センター・オーベルンブルク」という名の工業地区がある。住民達には「グランツシュトッフ」という名で知られているが、これは以前ここにあった企業の名前である。ここでは伝統的に、様々な種類の化学繊維が生産されている。その他に様々な種類の小規模業者がある。この工業地域は、オーベルンブルクの名を冠しているものの、実際にはそのほとんどがエアレンバッハ・アム・マインおよびエルゼンバッハ町内にある。

### 交通

#### 鉄道
エルゼンフェルトにはドイツ鉄道の駅がある。「オーベルンブルク＝エルゼンフェルト駅」という名前だが、マイン川のエルゼンフェルト側に駅はある。この駅ではアシャッフェンブルクやミルテンベルクへのレギオナルバーンが定期的に発着する。オーベルンブルク＝エルゼンフェルト＝ヒムブーヒェンタール線は1978年に廃線となり、その大部分がサイクリングロードになっている。

#### 道路
エルゼンフェルトは、連邦道B469号線のオーベルンブルク・アム・マイン入り口に面している。

## 引用
1. ↑  https://www.statistikdaten.bayern.de/genesis/online?operation=result&code=12411-003r&leerzeilen=false&language=de Genesis-Online-Datenbank des Bayerischen Landesamtes für Statistik Tabelle 12411-003r Fortschreibung des Bevölkerungsstandes: Gemeinden, Stichtag (Einwohnerzahlen auf Grundlage des Zensus 2011)
2. ↑  Bayerische Landesbibliothek Online
3. ↑  “Wahl des ersten Bürgermeisters - Kommunalwahlen 2020 in der Gemeinde 'Markt Elsenfeld' - Gesamtergebnis”. 2021年4月22日閲覧。